# Geneviève Immè
Geneviève Immè, née à Issy-les-Moulineaux le 31 mai 1929, et morte à Pau le 11 juin 2012 est une poétesse de langue française et latine.

## Biographie
Elle fait une carrière dans l'enseignement, principalement à Pau dans un lycée de cette ville et fut également un moment professeur à l'Université de Pau. 
Elle commence à écrire et publier en latin en 1954, sous le nom de Geneviève Métais, du nom de son premier mari.
Elle fut une des participantes du Congrès d'Avignon de 1969 pour le latin vivant.
Devenue veuve, elle épousa en 1978 le poète et écrivain latin d'origine sicilienne Antonino Immè avec lequel elle commença à éditer à Pau la revue internationale latine  M.A.S. qu'elle  continue à publier jusqu'en 2010.
Parmi son œuvre, on remarque outre de la poésie un roman en prose Saeculorum transvectio, et des traductions d'auteurs de langue française en latin comme en 1995 le livre de Louis Hémon Maria Capodelania, publiés chez l'imprimeur-éditeur et poète allemand Reinhard Brune.
Elle a réuni ses poésies dans Amatoria periegesis. Voyage d'amour, carmina bilinguia (Mazet St Voy, éditions Tarmeye, 1991) et dans Per auras iacta. Jeté au vent (éd. Tarmeye, F-43520 Mazet Saint Voy, 1993).
Elle est honorée en 1992 par l'Académie française de la médaille d'argent du prix Théophile-Gautier, pour son Amatoria periegesis.
Geneviève Immè est considérée comme la dernière poète de langue latine en France, terminant ainsi en ce pays une longue tradition: "o quae Gallarum superes nunc unica vates!".

## Publications
- 1976: Saeculorum transvectio, Leichlingen, maison d'édition Reinhard Brune, 1976.
- 1984: "Inter eximios latinitatis vivae fautores Iohannes Capelle", Melissa, 1984, no 4, p. 11.
- 1985: "Antiquis de rebus...libri novi", in Melissa, no 5, 1985, p. 9.
- 1985: "Res unius diei", in Melissa, no 7, anno 1985 ( écrit avec Antoninus Immè)
- 1985: "De institutione latina in scholis", in Melissa, no 9, 1985, p. 2–3.
- 1986: "S.O.S. Succurrite, O Sodales", in Melissa, no 14, 1986, p. 3.
- 1987: "De phonocaseta MEL II", in Melissa, no 19, 1987, p. 16.
- 1987: "Succuristis O Sodales", in Melissa, no 21, 1987, p. 7.
- 1988: "Miscellanea ad Antoninum meum collecta", in Melissa, no 27, 1988, p. 16.
- 1990: "Epistola", in Melissa, no 36, 1990, p. 6.
- 1990: Epistulae decem, Edizioni Pergama, Viale Ezio 7, Milano, 1990.
- 1991: "Petronius alter", in Melissa, n 40, 1991, p. 10-14.
- 1991: Amatoria periegesis. Voyage d'amour, carmina bilinguia, Mazet St Voy, éditions Tarmeye, 1991.
- 1993: Per auras iacta. Jeté au vent, éd. Tarmeye (F-43520 Mazet Saint Voy), 1993.
- 1995: Aloisii Hémon Maria Capodelania, narratio Canadica in Latinum versa a Genovefa Immè, ed. Domus editoria Rainardi Brune, 1995 (Postfach 1146, D-40736 Langenfeld).
- 1996: "Maria Capodelania animos commovet", in Melissa, no 71, 1996, p. 14-15.
- 1996: "Consilium 'Alcuinus' dictum proposuit Albinus Flaccus Parisinus, in Latinum convertit Genovefa Immè", in Melissa, no 74, 1996, p. 10-13.
- 1998: Haïkaï quotidiens. Haïcua cottidiana, Mazet St Voy, ed. Tarmeye, 1998, 157 p.
- 2001: Novae fabulae, coll. Babel-Nova (Latine scire, gradus primus), Neapoli, Italibri, 2001.
- 2003: Hirundo et canis, coll. Babel-Nova (Latine scire, gradus secundus), Marigliano, Italibri, 2003, 48 pp.
- 2003: Linguae Latinae schola, Marigliano, Italibri, 2003, 148 pp.
- 2005: Linguae Latinae schola, Vol. II, Marigliano, Italibri, 2005.